# Soția lui Gilles (film)
Soția lui Gilles (titlul original: în franceză La Femme de Gilles) este un film dramatic de coproducție Belgia, Franța, Elveția, Italia și Luxemburg, realizat în 2004 de regizorul Frédéric Fonteyne, după romanul omonim al scriitoarei Madeleine Bourdouxhe apărut în 1937, protagoniști fiind actorii Emmanuelle Devos, Clovis Cornillac și Laura Smet.

## Rezumat
Pe fundalul unui Liège muncitoresc (de nerecunoscut și niciodată menționat în film) Élisa este soția unui muncitor, Gilles, îndrăgostit în secret de sora ei, fermecătoarea Victorine.
Acest ménage à trois⁠(d) este descoperit de Élisa care, ferm îndrăgostită de soțul ei, în loc să-l pedepsească sau să-i ceară explicații, îngăduie dragostea soțului față de sora ei, în speranța unei recuperări care să-l determine pe bărbat să o redescopere și să o iubească așa cum a făcut-o odată. Dar pasiunea lui Gilles degenerează și Élisa se trezește nevoită să încerce cu orice preț să nu-și urască bărbatul și sora sa, mergând până acolo încât să-l mângâie, să-l sprijine, să devină confidenta lui în trădările pe care le suferă. Această dragoste totală o orbește și o distruge.
În cele din urmă, când pericolul Victorinei este îndepărtat și Gilles pare să se întoarcă la vatra casnică, Élisa este epuizată. S-a golit de poftă de viață și orice sentiment pentru bărbatul ei. Totul în jurul ei și-a pierdut sensul și valoarea. Insensibilă la strigătele bebelușului ei nou-născut și la chemările vieții, ea se sinucide aruncându-se pe o fereastră.

## Distribuție
- Emmanuelle Devos – Élisa
- Clovis Cornillac – Gilles
- Laura Smet – Victorine
- Alice Verlinden – prima geamănă
- Chloé Verlinden – a doua geamănă
- Colette Emmanuelle – mama Élisei
- Gil Lagay – tatăl Élisei
- Patrick Quinet – Maréchal
- Yoann Blanc – bărbatul cu țigara
- Philippe Jeusette – muncitorul batjocoritor
- Benjamin Ramon – dansatorul tânăr
- Jean-François Wolff – patronul cafenelei

## Melodii din film
- Mon Homme – muzica de Maurice Yvain, text de Albert Willemetz și Jacques Charles, interpretată de Mistinguett

## Premii
- 2004 – Premiul André Cavens de l’Union de la critique de cinéma (UCC) pentru cel mai bun film belgian
- 2005 – Efebo d'oro pentru cel mai bun film
- 2005 – Festivalul Internațional de Film de la Istanbul
  - Laleaua de Aur premiul pentru cel mai bun film străin